# St. Hubertus (Neuendorf)

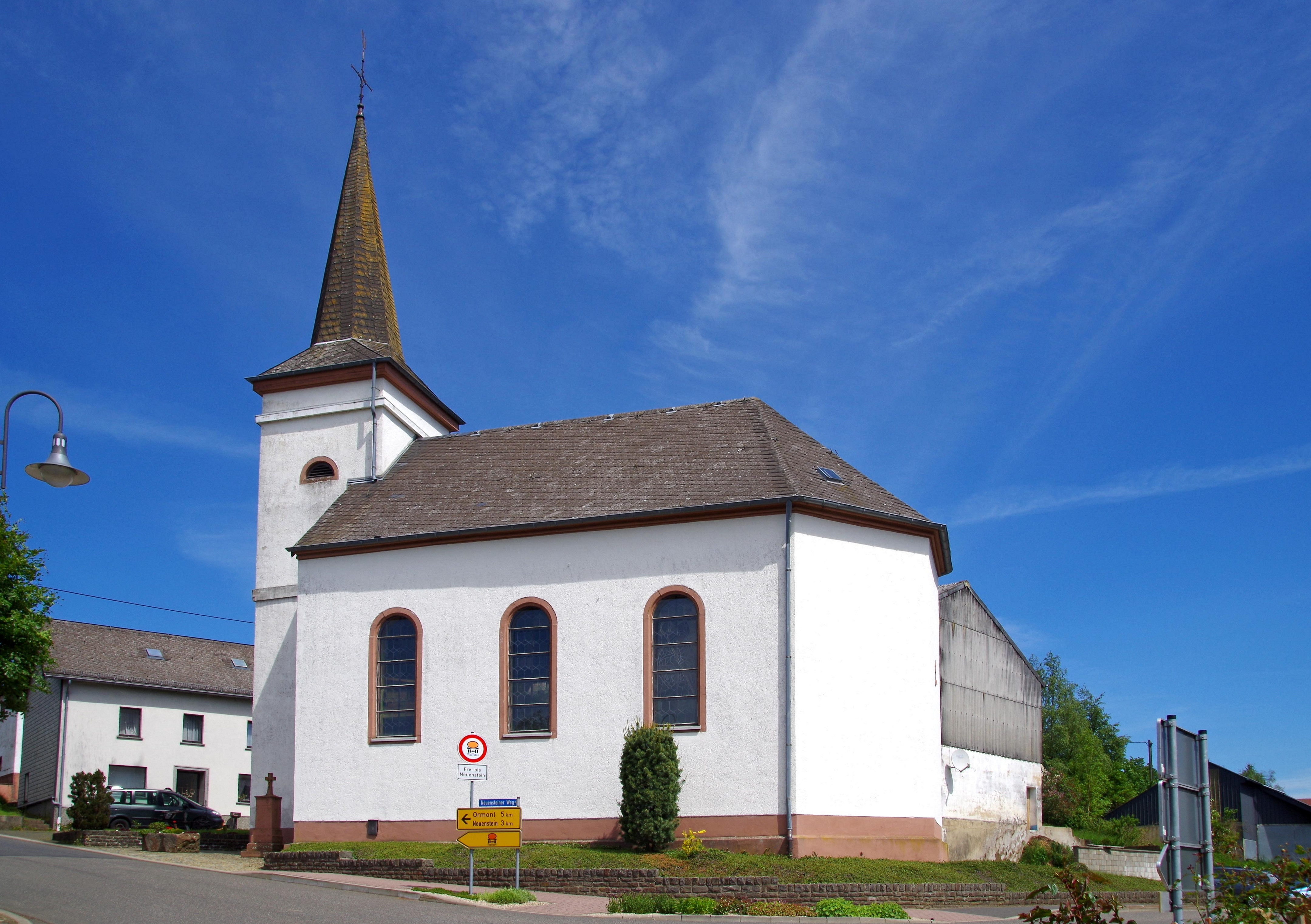
St. Hubertus (Neuendorf)

Die Kapelle St. Hubertus ist die römisch-katholische Filialkirche in Neuendorf im Eifelkreis Bitburg-Prüm in Rheinland-Pfalz. Die Kirche gehört zur Pfarrei Olzheim in der Pfarreiengemeinschaft Prüm im Dekanat St. Willibrord Westeifel im Bistum Trier.

## Geschichte

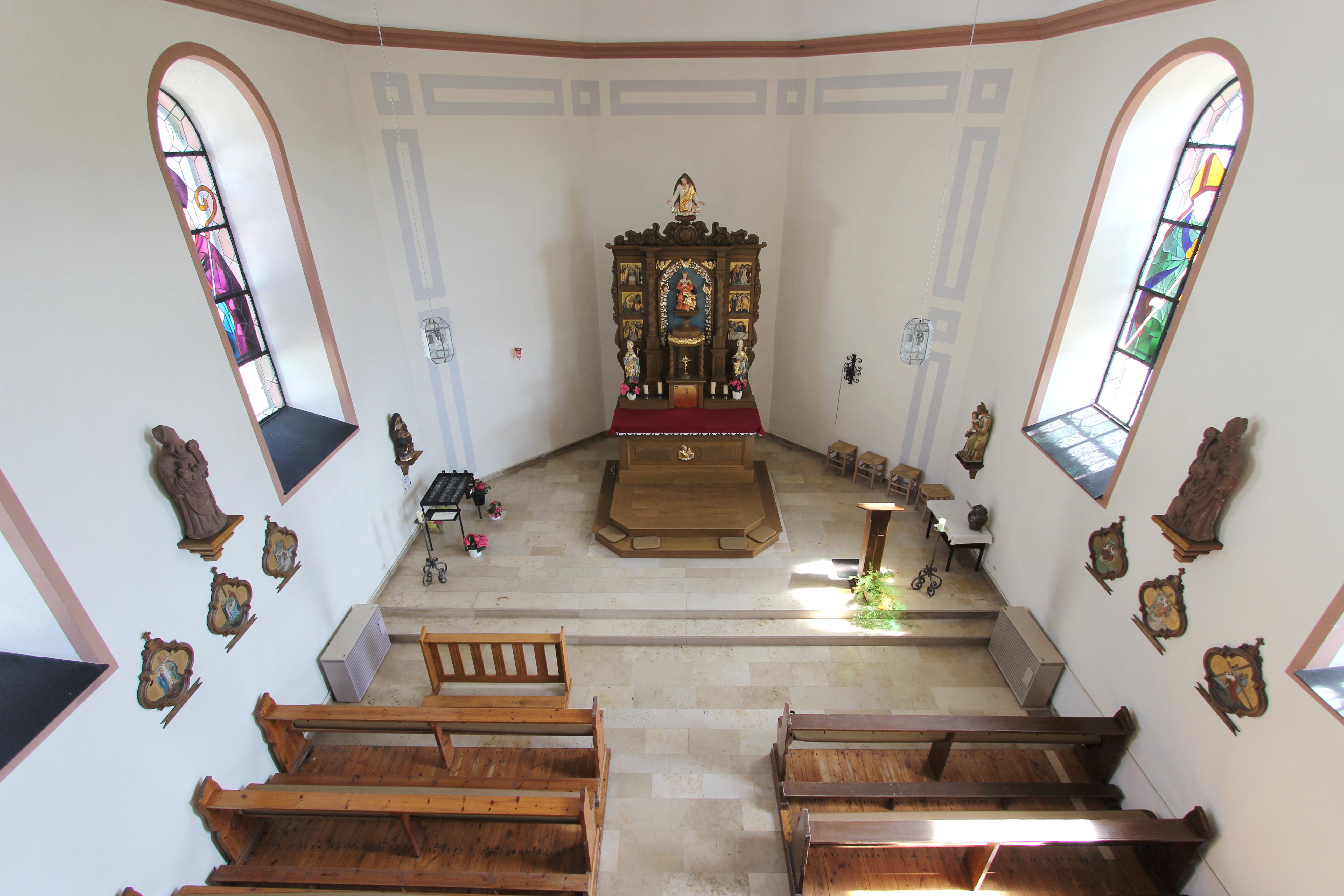
St. Hubertus, Altarraum

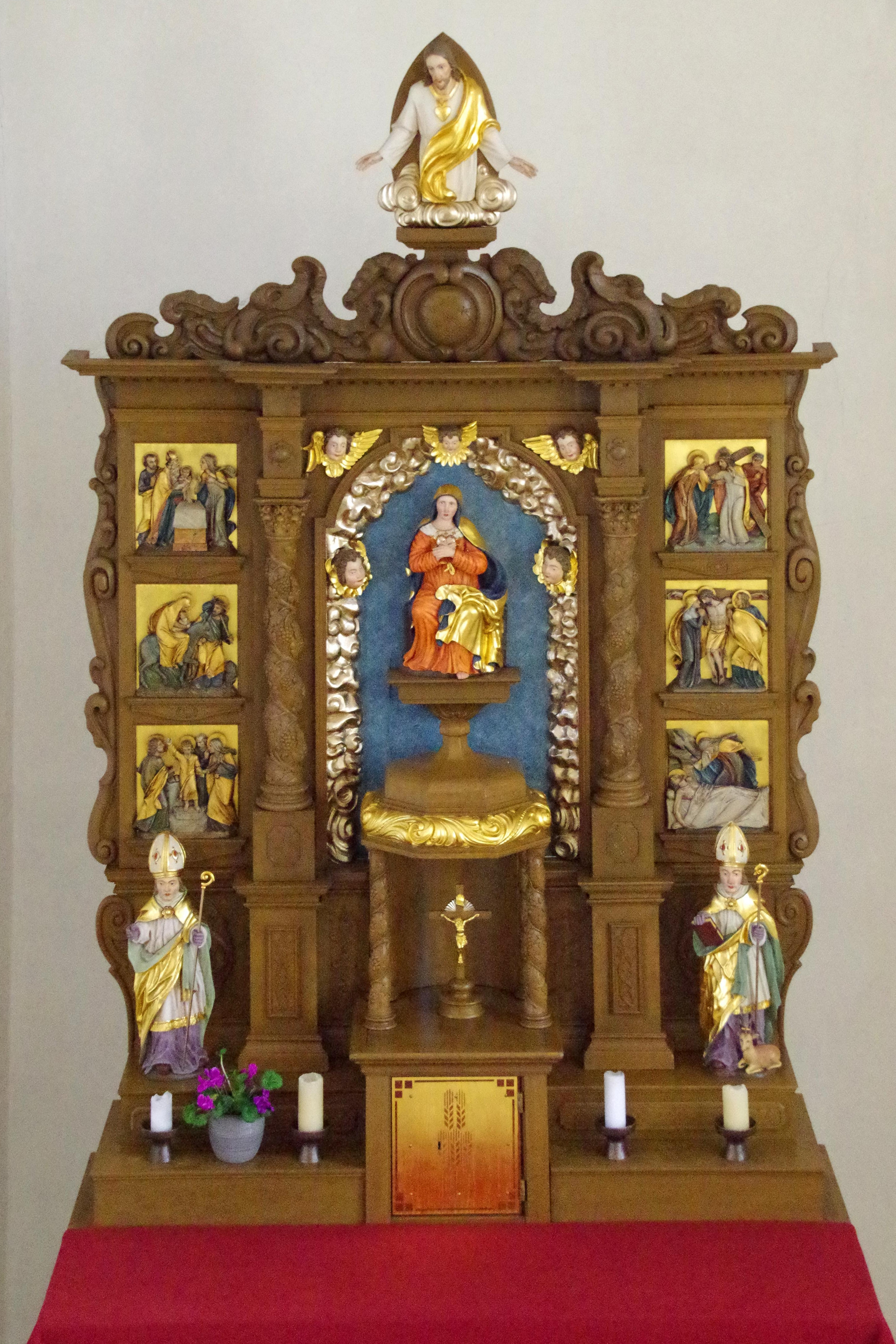
St. Hubertus, Altar

Eine erste Neuendorfer Kapelle ist seit dem 16. Jahrhundert bezeugt. Die heutige Kirche wurde von 1857 bis 1860 errichtet. Sie hat einen polygonalen Grundriss, sechs Fenster und einen Westturm, der als Eingang dient. Sie ist zu Ehren des heiligen Hubertus von Lüttich geweiht.

## Ausstattung
Prunkstück der Kapelle ist der barocke Altar aus Holz von 1660. Zwischen zwei gedrehten Säulen mit Traubendekor sitzt über dem Tabernakel auf einem Podest Maria mit dem von Schwertern durchbohrten Herz. Links und rechts davon erzählen sechs Tafeln das Leben Jesu und damit sechs der Sieben Schmerzen Mariens. Eine siebte Tafel ist nicht mehr vorhanden. Darunter stehen links Hubertus und rechts Hilarius von Poitiers. Sandsteinfiguren von beiden Heiligen stehen auch an anderer Stelle in der Kapelle wie auch eine alte ausdrucksstarke Pietà. Ein halbrundes Glasfenster über der Eingangstür zeigt Hubertus und den Hirsch mit einem Kruzifix im Geweih. Auf der Empore befindet sich eine kleine elektronische Orgel.